# Pygopleurus besucheti
Pygopleurus besucheti es una especie de coleóptero de la familia Glaphyridae.

## Distribución geográfica
Habita en Israel y Jordania.